# 신트마르턴 축구 국가대표팀
신트마르턴 축구 국가대표팀은 네덜란드의 해외 영토 중 하나인 세인트마틴섬의 반을 이루는 신트마르턴의 축구대표팀으로 신트마르턴 축구 협회에서 관리한다. FIFA의 회원이 아니므로 FIFA 주관 대회에는 참여하지 않지만 CONCACAF 골드컵과 CONCACAF 네이션스리그 등 CONCACAF가 주관하는 대회에는 참가가 가능하다.

## 국제 대회 경력

### 카리브컵
카리브컵 본선 진출은 1993년 대회가 유일하며 그나마도 1무 2패·A조 최하위로 조별리그 탈락의 고배를 마셨고 이후 카리브컵 본선과는 끝내 인연을 맺지 못했다.

### CONCACAF 네이션스리그

#### 2019-20년 리그 C
2019-20년 CONCACAF 네이션스리그 예선 28위로 리그 C에 편입된 신트마르턴은 D조 조별리그에서 터크스 케이커스 제도, 과들루프와 대결했으나 4전 전패·조 최하위로 첫 시즌을 마쳤다.

#### 2022-23년 리그 C
첫 시즌에서는 4전 전패의 처참한 성적을 거두면서 마감했던 신트마르턴은 2022-23 시즌 리그 C에서는 보네르, 미국령 버진아일랜드, 터크스 케이커스 제도와 A조에 편성되어 3승 2무 1패·조 1위로 신트마르턴 축구 역사상 국제 대회 최고 성적을 거두며 차기 시즌 리그 B 승격과 함께 2023년 CONCACAF 골드컵 예선 진출을 확정지었다.

#### 2023-24년 리그 B
리그 B로 승격된 후 첫 시즌인 2023-24 시즌에서는 세인트루시아, 세인트키츠 네비스, 과들루프와 함께 A조에 편성되어 6경기 2승 4패·조 3위로 간신히 리그 C 강등을 모면했다.

#### 2024-25년 리그 B
2024-25 시즌 리그 B에서는 아이티, 아루바, 푸에르토리코와 함께 C조에 편성되어 6경기 3승 3패·조 3위로 전 시즌보다는 훨씬 좋은 성적을 남긴 채로 시즌을 마무리했다.

## 북중미 골드컵 기록
- 1991년 - 불참
- 1993년 ~ 1998년 - 예선 탈락
- 2000년 ~ 2003년 - 불참
- 2005년 - 기권
- 2007년 ~ 2015년 - 불참
- 2017년 ~ 2023년 - 예선 탈락